# همت‌آباد (دهشیر)
همت‌آباد یا بیشه هندی روستایی در دهستان دهشیر بخش مرکزی شهرستان تفت استان یزد ایران است.

## جمعیت
بر پایه سرشماری عمومی نفوس و مسکن در سال ۱۳۹۵ جمعیت این روستا ۱۲ نفر (۷خانوار) بوده‌است.